# José Pedro Gomes
José Pedro Pereira Gomes, com o nome artístico José Pedro Gomes ComIH (Lisboa, 28 de Dezembro de 1951) é um ator, autor e encenador português.
Recebe a sua formação no Théâtre du Soleil (1970), no Teatro da Cornucópia, com professores da Bristol Old Vic School (1981) e com Polina Klimovitskaia (1991), na Fundação Calouste Gulbenkian.
Inicia a sua actividade profissional em 1976, tendo trabalhado em vários grupos como o Teatro Proposta, com Fernando Gusmão; Teatro da Graça, com Carlos Fernando; Teatro da Cornucópia, com Antonino Solmer e Luís Miguel Cintra; Teatro O Bando, com Horácio Manuel e João Brites; Teatro Aberto, com Norberto Barroca e João Lourenço; Comuna - Teatro de Pesquisa, com João Mota. Trabalhou com Ricardo Pais no Centro Cultural de Belém e com Adriano Luz e António Feio no Teatro Nacional D. Maria II. É presença regular no Teatro Villaret onde, sob a direcção de António Feio, tem participado em peças como Arte de Yasmina Reza (2001/02), Deixa-me Rir de Alistair Beaton (2003/04) ou 2 Amores de Ray Cooney (2006/07). Criou, interpretou e encenou Coçar - onde é preciso, apresentado no Teatro Armando Cortez em 2005.
Trabalhou em televisão, nomeadamente em séries e telefilmes(na sua maioria de humor). Trabalhou com Herman José (teve o seu primeiro grande boom de reconhecimento mediático) em Casino Royal (1989), Crime na Pensão Estrelinha (1987), Herman Enciclopédia (1997), Herman 98 (1998), Herman 99 (1999) e O Lampião da Estrela (2001). Na televisão participou noutros projectos como em Paraíso Filmes (2001), Tudo sobre… (2005), Equador (2008); participou em telefilmes de Luís Filipe Costa, Claude Guillemot, Margarida Gil; popularizou-se também ao lado do amigo António Feio (com quem trabalhou durante 21 anos,) no enorme êxito, Conversa da Treta, primeiro no teatro, depois na rádio, televisão (em 1998) e finalmente cinema (em 2007). Fez uma participação especial na novela da SIC Resistirei (2007), no papel de "Vicente Paixão" e ainda na série (1 episódio) Um lugar para Viver (2009).
No cinema participou em filmes de Manuel Mozos, Margarida Cardoso, José de Pina, José Sacramento, Leonel Vieira, entre outros.
Na rádio é autor intérprete da crónica semanal Os Cromos TSF (TSF).
A 10 de Junho de 2011 foi feito Comendador da Ordem do Infante D. Henrique.

## Televisão
- Crime na pensão Estrelinha (1987), RTP
- Nico d'Obra, elenco secundário, RTP
- 1993 - Verão Quente - RTP
- 1994 - Na Paz dos Anjos - RTP
- Herman Enciclopédia (1997), RTP
- Herman 98 (1998), RTP
- Conversa da Treta (1998), SIC[2]
- Fura Vidas (1 episódio), 2000 SIC
- Lampião da Estrela
- Paraíso Filmes (2001-2002), RTP
- Tudo Sobre… (2005), RTP
- Equador (2008), TVI
- Coçar Onde é Preciso (2006), RTP
- Resistirei (2007-2008), SIC
- 1 lugar para viver, 1 episódio (2009) RTP -
- Família Mata (2011) - SIC
- Família Mata (2012) - SIC
- 2013 - Hotel Cinco Estrelas - RTP - Júlio Pinhão
- 2015 - Donos Disto Tudo - RTP - Vários Personagens
- 2021 - Há de haver uma lei - RTP
- 2022 - Rua das Flores - TVI

## Cinema
- 1992 - Xavier
- 2006 - Filme da Treta
- 2014 - Mau Mau Maria
- 2024 - Vive e Deixa Andar (Oliveira)

## Dobragens
- 1987 - Os Três Mosqueteiros (anime) (Athos)
- 1989-1994 - Rua Sésamo (Monstro das Duas Cabeças)
- 2000 - A Fuga das Galinhas (Fetcher)
- 2003 - Kenai e Koda (Rot)
- 2006 - Kenai e Koda 2 (Rot)
- 2012 - Madagáscar 3 (Vitaly)
- 2013 - Os Smurfs 2 (Victor)

## Vida pessoal
Em janeiro de 2016 José Pedro Gomes foi internado com uma pneumonia grave, mantendo um prognóstico reservado,, no entanto, saiu do coma a 14 de Março do mesmo ano e em abril já estava completamente recuperado da pneumonia. Segundo o actor e os familiares e amigos, tudo não passou de um susto.